# Bánh mì
Bánh mì est un mot vietnamien qui signifie « pain de blé ». Le pain, et plus particulièrement la baguette, a été introduit au Viêt Nam pendant l’époque coloniale française. La baguette vietnamienne est plus petite que la française et elle est faite à base de farine de blé, mélangée à de la farine de riz. Cela lui confère une croûte plus mince et plus craquante.
Par synecdoque, le bánh mì désigne aussi le sandwich garni. C'est ainsi qu'il est généralement compris dans le monde occidental.

## Origine
Composé de bánh (« classificateur de ce qui est fait avec de la farine, gâteau, pâtisserie, etc. ») + mì (« froment »). Il est vrai que bánh mì rappelle phonétiquement le français « pain de mie ». On retrouve dans la langue vietnamienne ce procédé de création de mots en vietnamien à partir de mots étrangers comme par exemple pour ốp la ou phô mai (respectivement œuf au plat et fromage). Toutefois, le lien entre bánh mì et « pain de mie » n'est pas établi avec certitude.
Autrefois, les Vietnamiens disaient bánh tây, « gâteau occidental » pour désigner le pain. Il y a d'ailleurs beaucoup de bánh dans la cuisine vietnamienne : bánh xèo, bánh cuốn, etc.
En vietnamien, le mot est généralement complété d'un qualificatif précisant la sorte de pain ou, dans le cas du sandwich, la garniture : bánh mì pa tê (au pâté), bánh mì xíu mại (aux boulettes de viande), bánh mì thịt nướng (à la viande grillée), etc. 
Le bánh mì est appelé sandwich vietnamien dans de nombreux pays ; aux États-Unis on le nomme également po'boy vietnamien ce qui est la prononciation locale à la Nouvelle-Orléans de poor boy soit pauvre garçon en français.

## Histoire

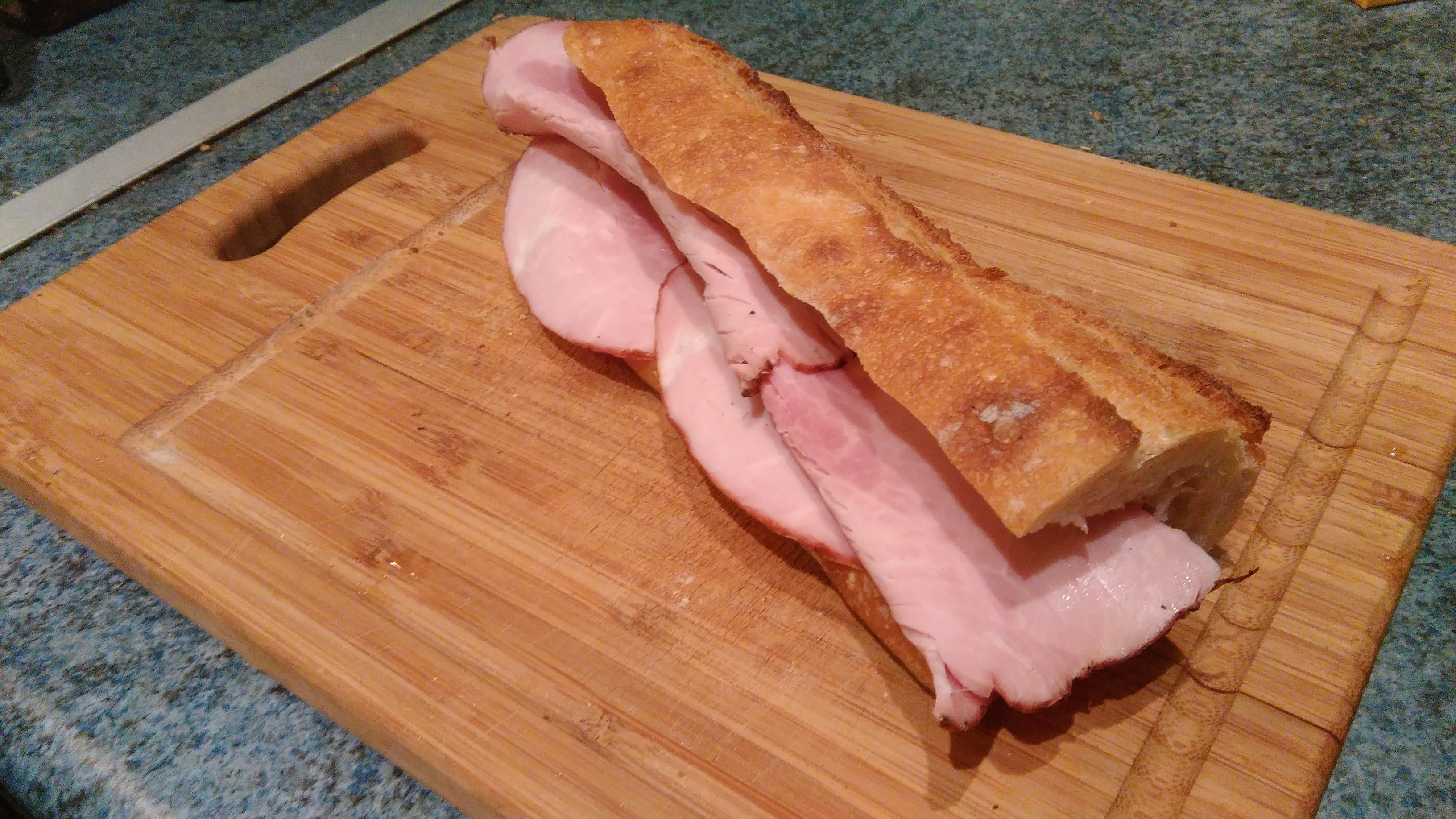
Un jambon-beurre.

### Le bánh mì en tant que pain, puis baguette
Le mot bánh mì est attesté en vietnamien dès les années 1830, dans le dictionnaire Dictionarium Latino-Annamiticum de Jean-Louis Taberd. Les colons français ont introduit la baguette au Vietnam, ainsi que d'autres produits de boulangerie tels que le pâté chaud, dans les années 1860, lorsque le Vietnam faisait partie de l'Indochine française,. 
Les Vietnamiens du Nord ont d'abord appelé la baguette bánh tây, littéralement « bánh occidental », tandis que les Vietnamiens du Sud l'appelaient bánh mì, « bánh de blé »,. Nguyễn Đình Chiểu (en) mentionne la baguette dans son poème de 1861 Văn tế nghĩa sĩ Cần Giuộc.
En raison du prix du blé importé à l'époque, les baguettes et les sandwiches français étaient considérés comme des articles de luxe, d'autant que le pain a tendance à rassir plus rapidement sous le climat vietnamien. Pendant la Première Guerre mondiale, un afflux de soldats et de marchandises françaises est arrivé. En même temps, les perturbations des importations de blé ont amené les boulangers à commencer à mélanger de la farine de riz bon marché (qui rendait également le pain plus moelleux). Ainsi, les Vietnamiens ordinaires ont pu profiter des produits de base français tels que le pain,,. Les baguettes étaient principalement consommées au petit-déjeuner avec un peu de beurre et de sucre.

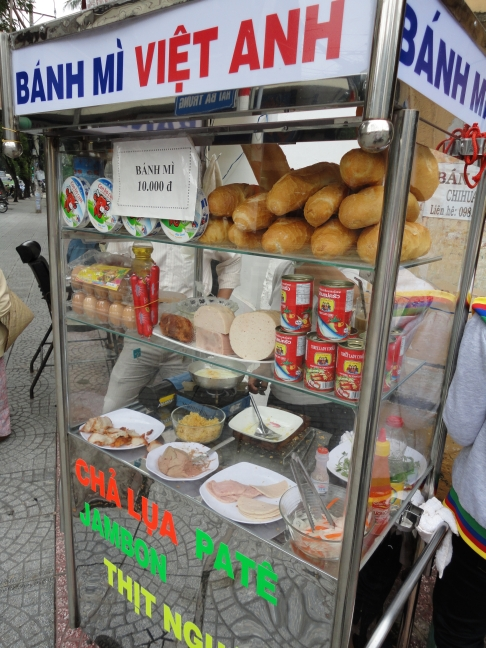
Un stand de bánh mì à Ho Chi Minh Ville.

### Le bánh mì en tant que sandwich

#### Au Vietnam
Jusque dans les années 1950, les sandwiches étaient très proches des sandwiches français, généralement un jambon-beurre avec une mayonnaise ou un pâté de foie tartiné,,,. La partition du Vietnam de 1954 a envoyé plus d'un million de migrants du Nord-Vietnam au Sud-Vietnam, transformant la cuisine locale de Saïgon. Parmi les migrants, Lê Minh Ngọc et Nguyễn Thị Tịnh, ont ouvert une petite boulangerie nommée Hòa Mã dans le district 3 de Saïgon. En 1958, Hòa Mã est devenu l'un des premiers magasins à vendre des bánh mì thịt (sandwiches au porc),,. À peu près à la même époque, un autre migrant du Nord a commencé à vendre des sandwiches chả (à la saucisse) à partir d'un panier sur une mobylette, et un stand dans la province de Gia Định (aujourd'hui le district de Phú Nhuận) a commencé à vendre des sandwiches phá lấu (en) (porc et tripes en ragoût). Certains magasins remplissaient les sandwiches avec du cheddar bon marché, provenant de l'aide alimentaire française que les migrants du Nord avaient rejetée.
Après la chute de Saïgon en 1975, les sandwiches bánh mì sont redevenus un article de luxe. Pendant la période dite de « subvention », les restaurants publics de soupe phở servaient souvent du pain ou du riz froid en accompagnement, ce qui a conduit à la pratique actuelle de tremper des beignets quẩy dans le phở. Dans les années 1980, les réformes du marché Đổi Mới ont conduit à une renaissance du bánh mì, principalement en tant que cuisine de rue.

#### Hors du Vietnam
Aux États-Unis
Pendant ce temps, les Américains d'origine vietnamienne ont apporté des sandwiches bánh mì dans les villes américaines. En Californie du Nord, Lê Văn Bá et ses fils ont popularisé le bánh mì auprès des Américains d'origine vietnamienne et non vietnamienne avec leur camion-restaurant et leur chaîne de restauration rapide, Lee's Sandwiches, à partir des années 1980. Le bánh mì, parfois assimilé à des sandwiches locaux s'est difusé dans l'ensemble des Etats-Unis.
À la Nouvelle-Orléans, une recette de « po'boy vietnamien » a remporté le prix 2009 du meilleur po'boy lors du festival annuel des Po-Boy de Oak Street. Un restaurant de Philadelphie vend également un sandwich similaire, commercialisé sous le nom de « hoagie vietnamien ».
Le terme bánh mì a été ajouté au dictionnaire anglais Oxford le 24 mars 2011,.
En 2017, le bánh mì est présent dans environ 2 % des menus des sandwicheries américaines, soit près de cinq fois plus qu'en 2013.
En France
Les communautés vietnamiennes en France ont également commencé à vendre des sandwiches bánh mì au point que le terme a progressivement perdu son sens de "pain" ou de "baguette".

## Ingrédients
La baguette est héritée du colonialisme français en Indochine, et les ingrédients du bánh mì intègrent les influences françaises (baguette, pâté, parfois mayonnaise) avec des ingrédients vietnamiens, généralement des légumes (par exemple des carottes et des radis blanc râpés et marinés dans du vinaigre, coriandre, concombre), des viandes préparées dans le style local, et une sauce ou des épices (sauce soja, mayonnaise, chili,…),.